# Oplodontha viridula
Oplodontha viridula är en tvåvingeart som först beskrevs av Fabricius 1775.  Oplodontha viridula ingår i släktet Oplodontha och familjen vapenflugor. Enligt den finländska rödlistan är arten nära hotad i Finland. Arten är reproducerande i Sverige. Artens livsmiljö är strandängar vid sötvatten. Inga underarter finns listade i Catalogue of Life.

## Bildgalleri

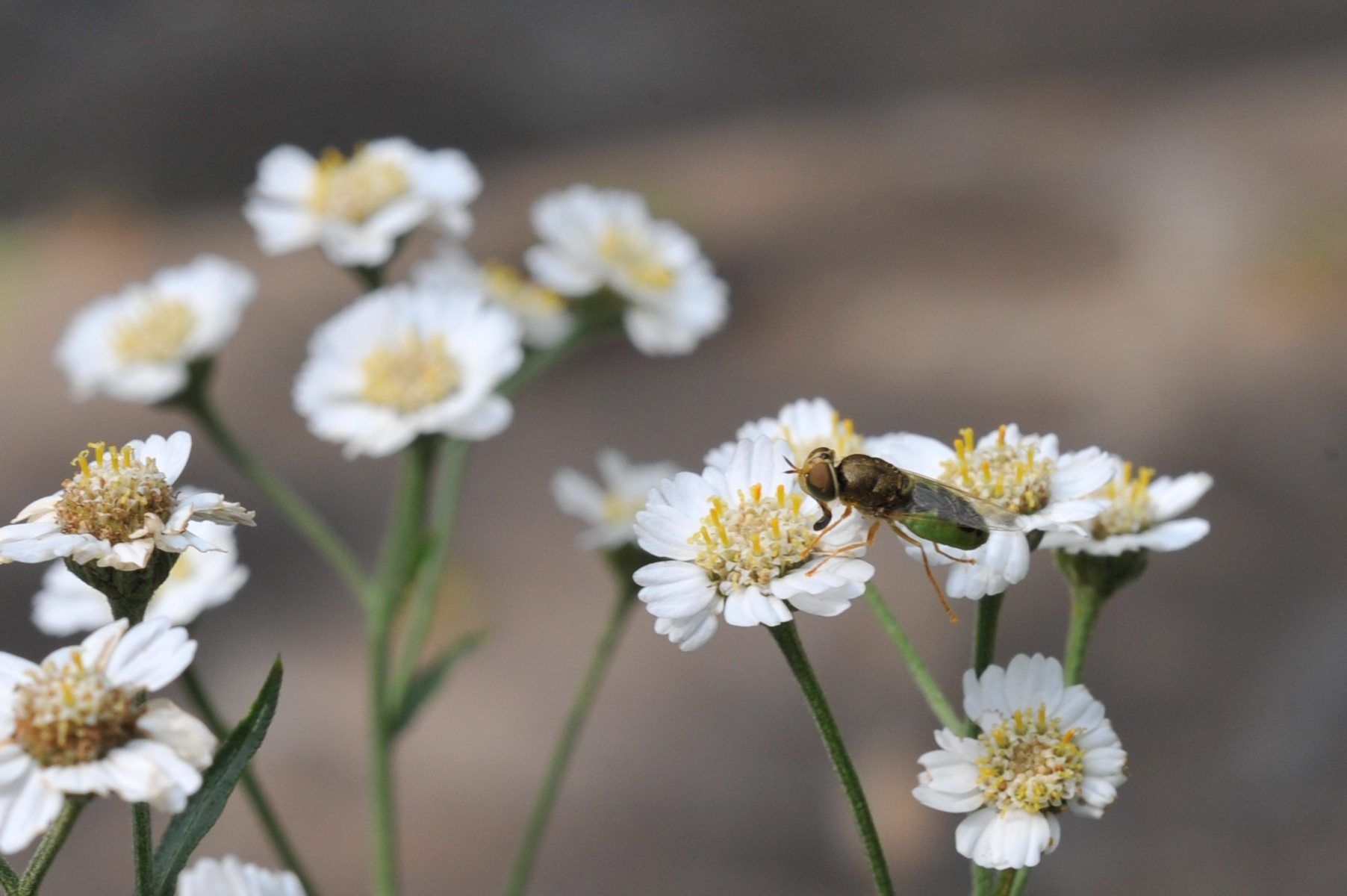
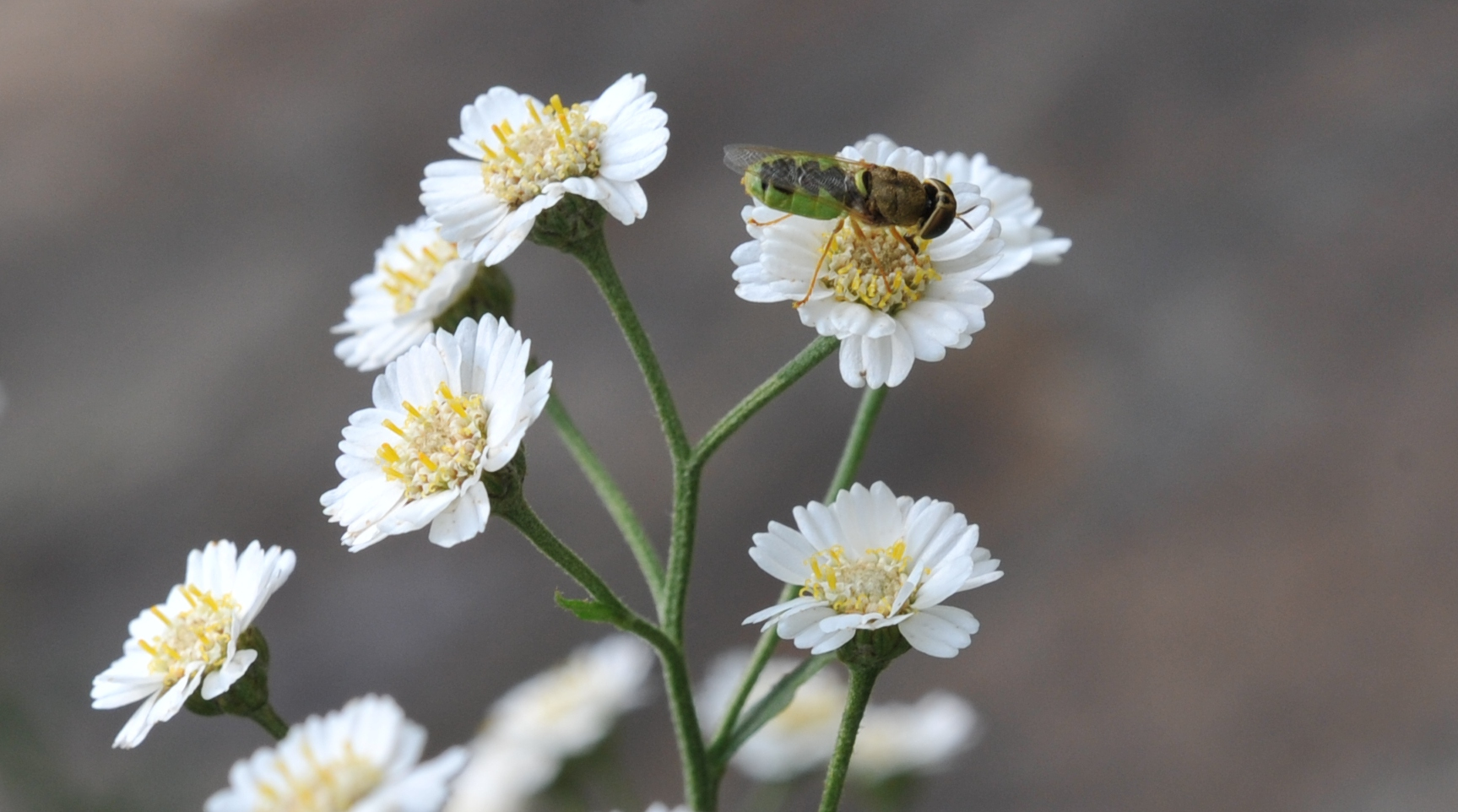
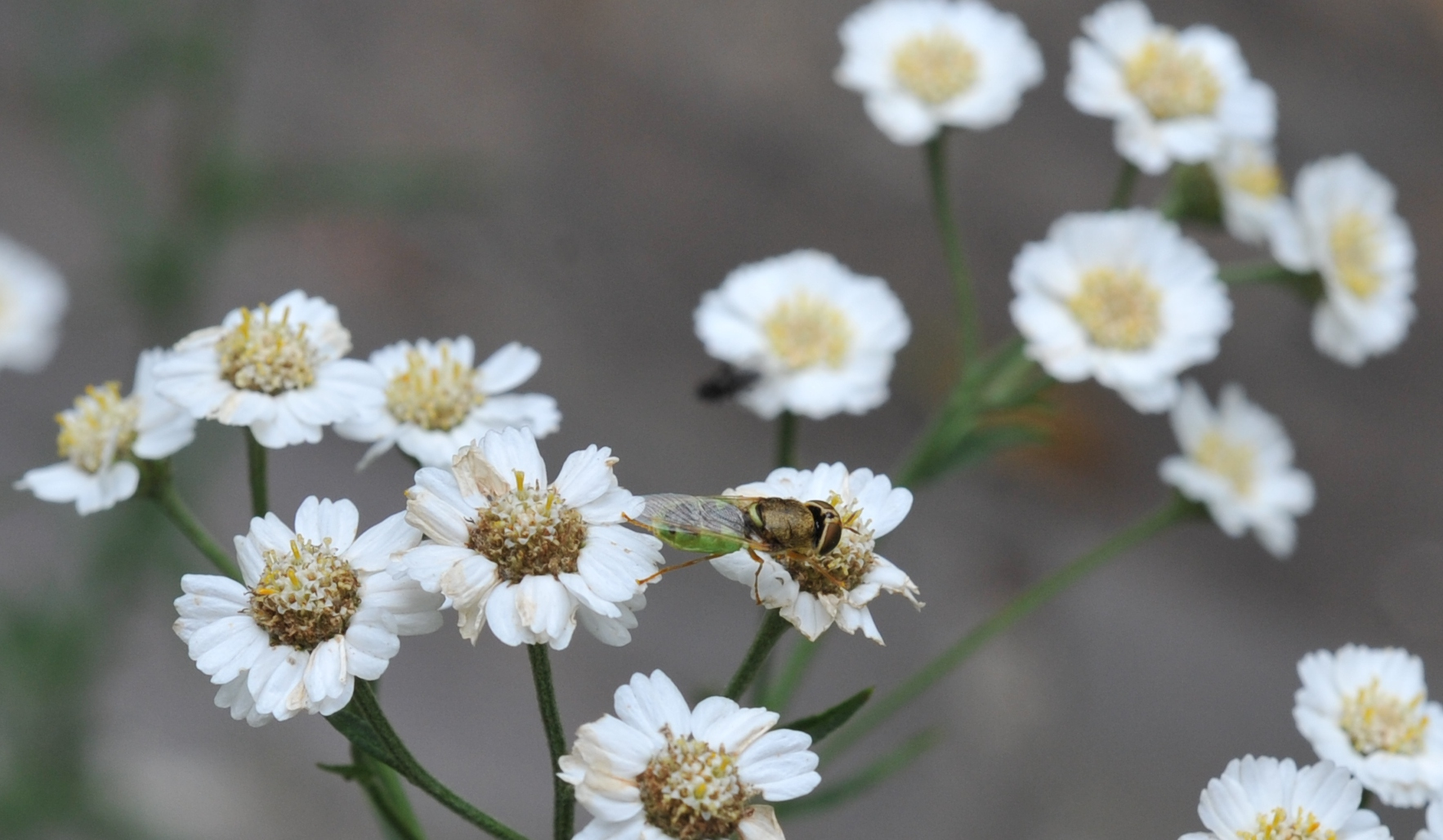
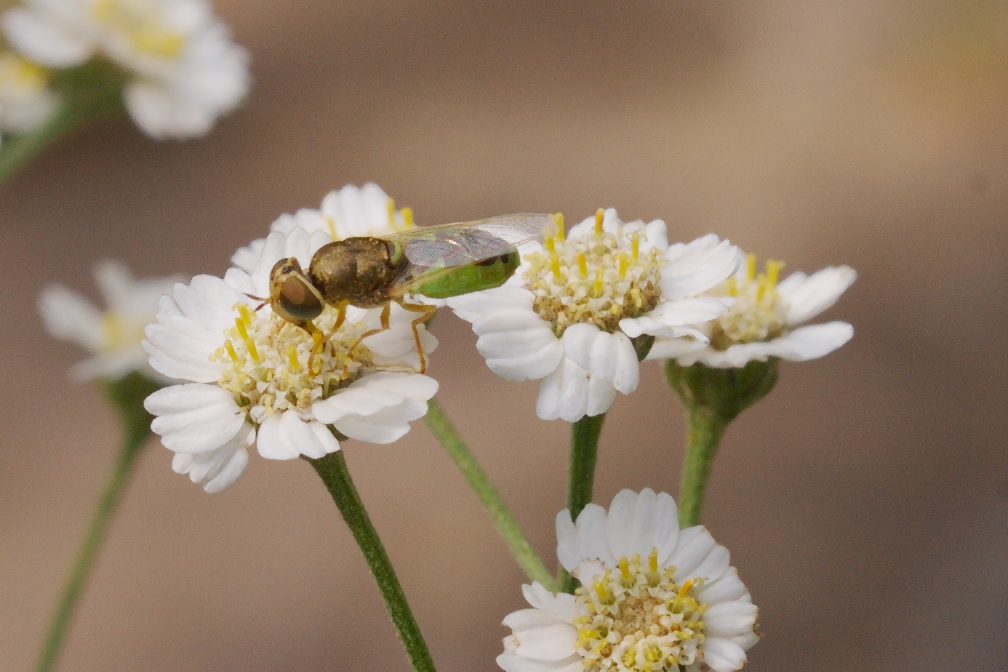
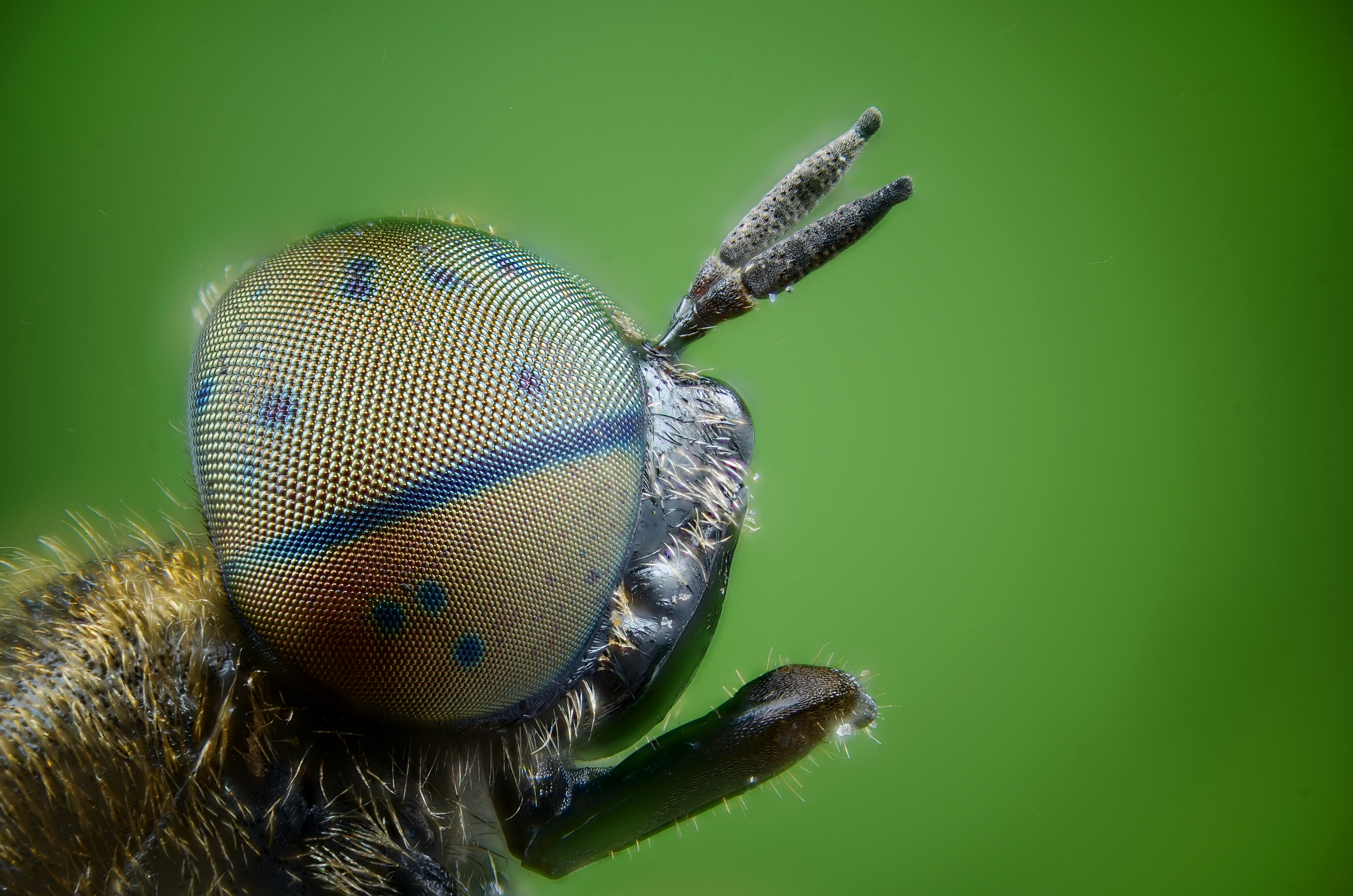
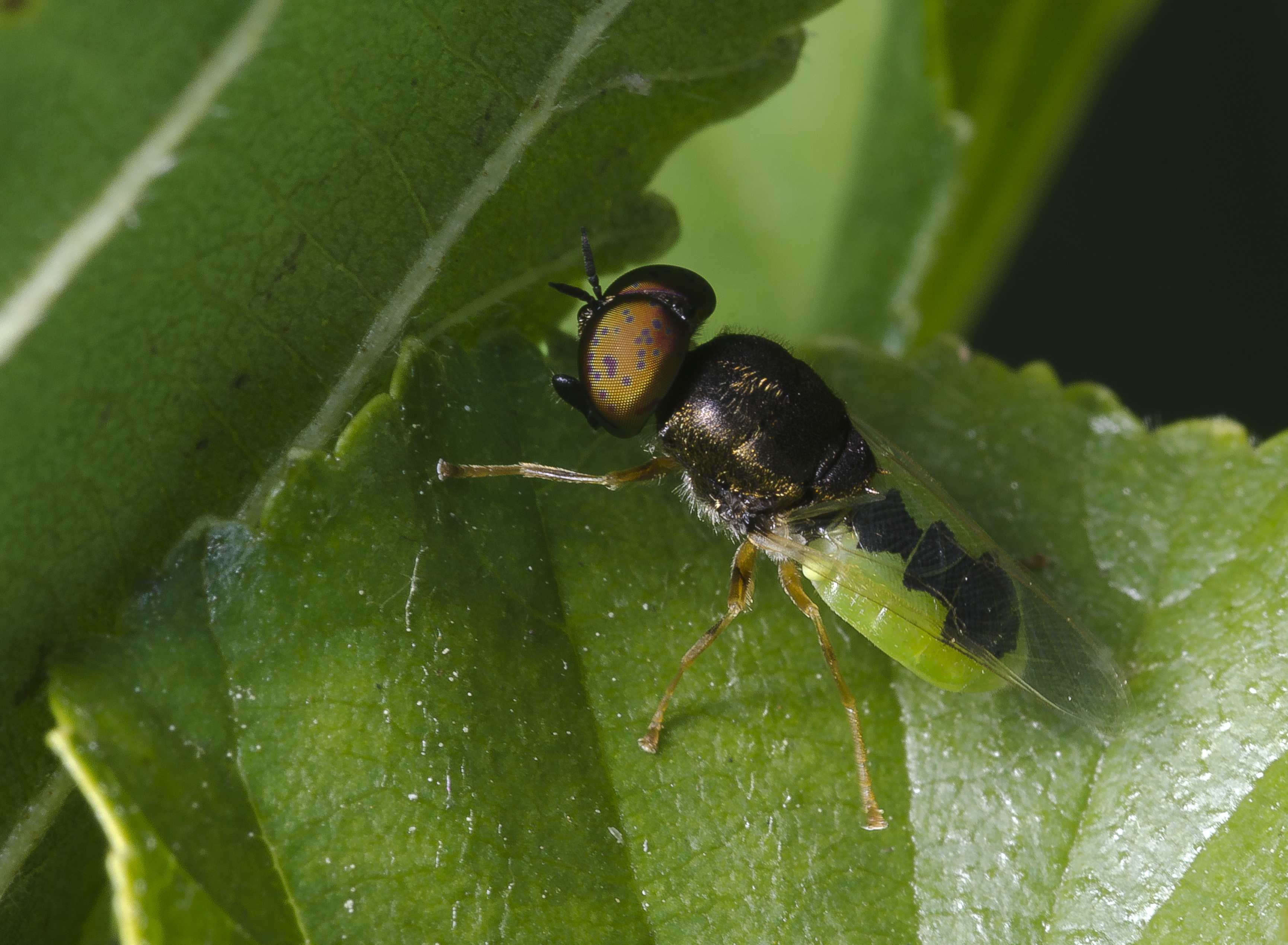
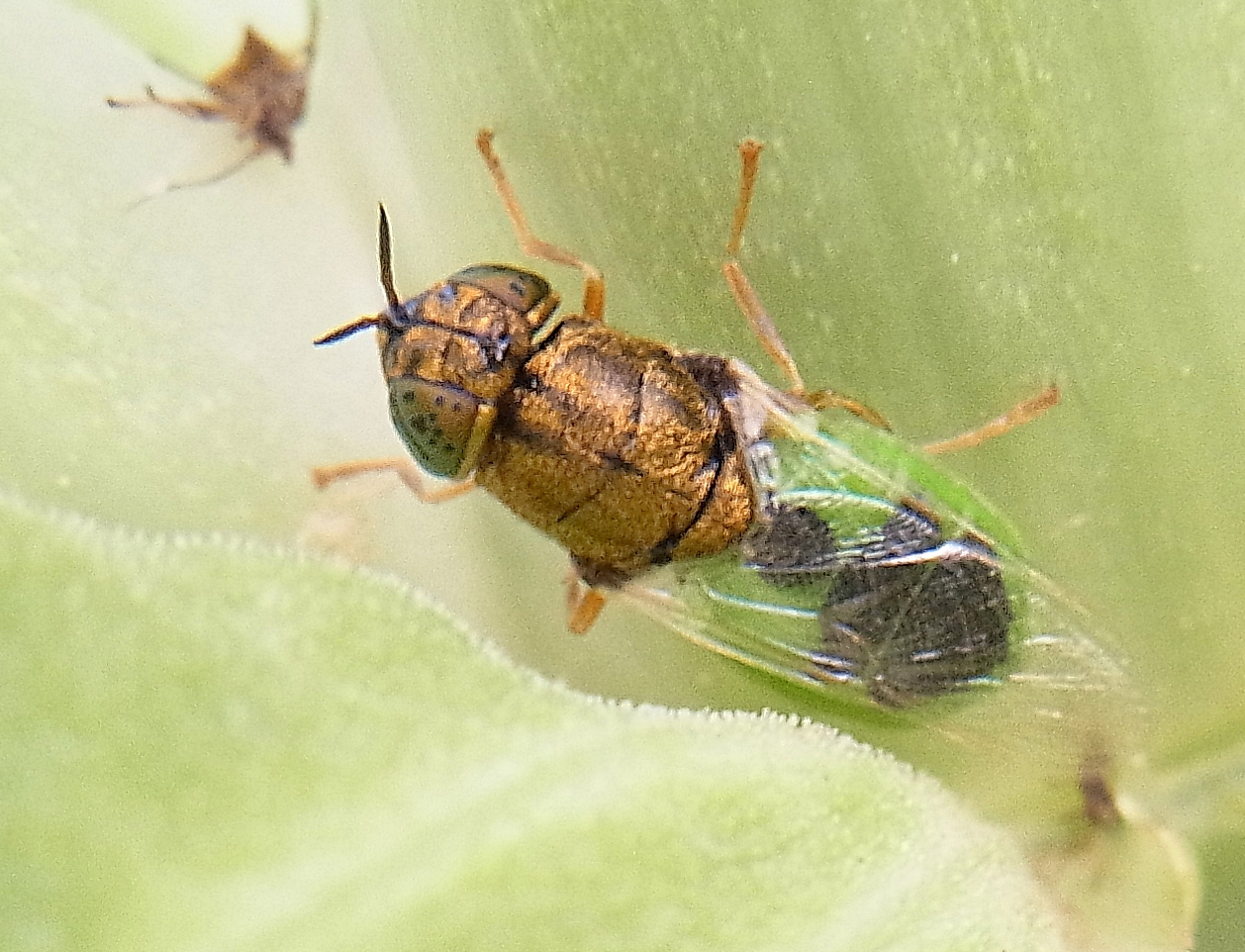
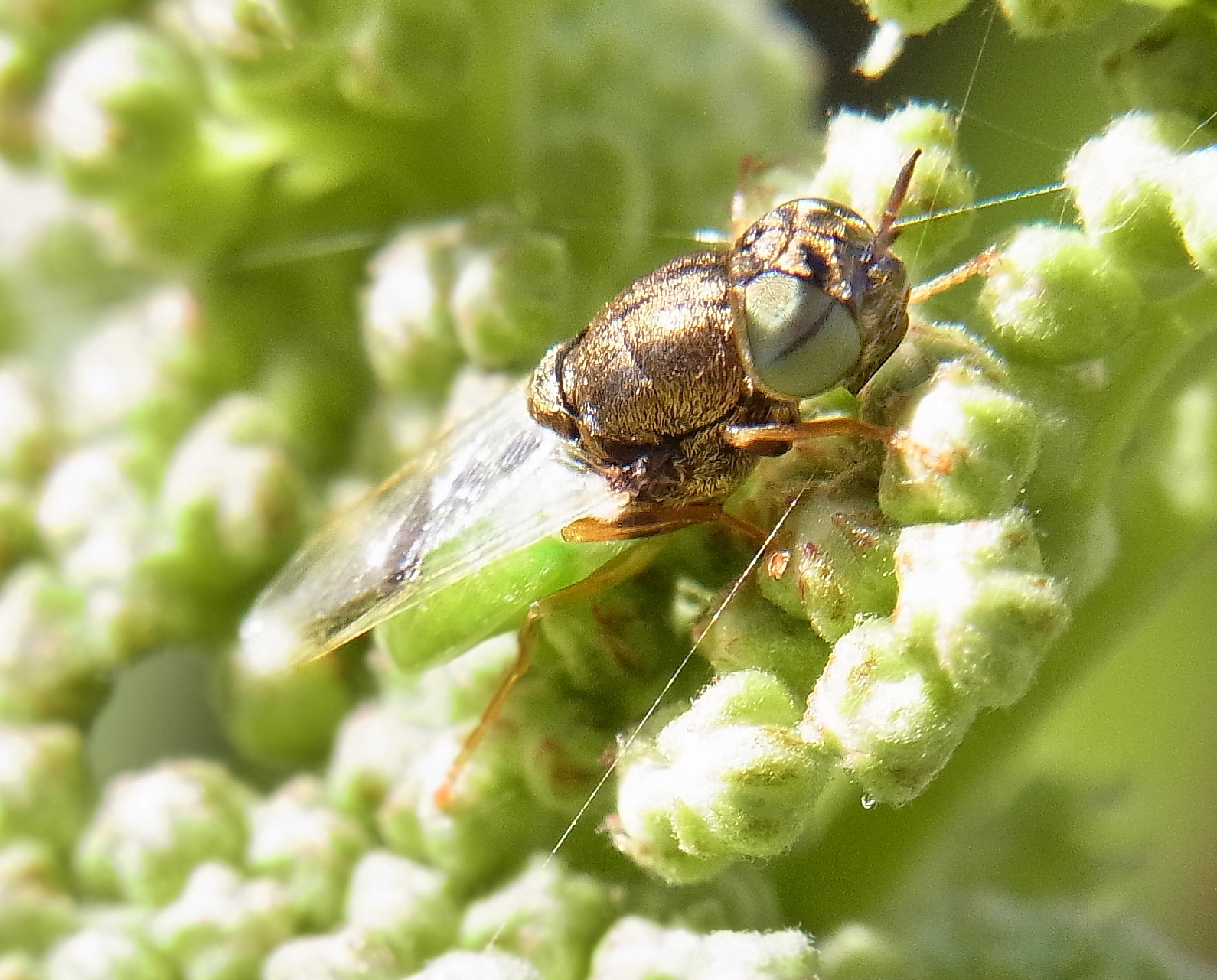